# Nadia, Svatove
Nadia (în ucraineană Надія) este un sat în comuna Raihorodka din raionul Svatove, regiunea Luhansk, Ucraina.

## Demografie
Componența lingvistică a localității Nadia
     Ucraineană (96%)
     Rusă (4%)
Conform recensământului din 2001, majoritatea populației localității Nadia era vorbitoare de ucraineană (96%), existând în minoritate și vorbitori de rusă (4%).